# Liste der Staatsoberhäupter 1989
Übersicht
◄◄ | ◄ | 1985 | 1986 | 1987 | 1988 | Liste der Staatsoberhäupter 1989 | 1990 | 1991 | 1992 | 1993 | ► | ►►

Weitere Ereignisse

## Afrika
- Ägypten
  - Staatsoberhaupt: Präsident Husni Mubarak (1981–2011) (1981–1982 Ministerpräsident)
  - Regierungschef: Ministerpräsident Atif Muhammad Nagib Sidqi (1986–1996)
- Algerien
  - Staatsoberhaupt: Präsident Chadli Bendjedid (1979–1992)
  - Regierungschef:
    - Ministerpräsident Kasdi Merbah (1988–9. September 1989)
    - Ministerpräsident Mouloud Hamrouche (9. September 1989–1991)
- Angola
  - Staats- und Regierungschef: Präsident José Eduardo dos Santos (1979–2017)
- Äquatorialguinea
  - Staatsoberhaupt: Präsident Teodoro Obiang Nguema Mbasogo (seit 1979) (bis 1982 Vorsitzender des Obersten Militärrats)
  - Regierungschef: Premierminister Cristino Seriche Malabo Bioko (1982–1992)
- Äthiopien
  - Staatsoberhaupt: Präsident Mengistu Haile Mariam (1974, 1977–1991) (bis 1987 Vorsitzender des provisorischen militärischen Verwaltungsrats)
  - Regierungschef:
    - Ministerpräsident Fikre Selassie Wogderess (1987–8. November 1989)
    - Ministerpräsident Hailu Yimenu (8. November 1989–1991) (kommissarisch)
- Benin
  - Staats- und Regierungschef: Präsident Mathieu Kérékou (1972–1991, 1996–2006)
- Botswana
  - Staats- und Regierungschef: Präsident Quett Masire (1980–1998)
- Burkina Faso
  - Staats- und Regierungschef: Präsident Blaise Compaoré (1987–2014)
- Burundi
  - Staatsoberhaupt: Präsident Pierre Buyoya (1987–1993, 1996–2003)
  - Regierungschef: Ministerpräsident Adrien Sibomana (1988–1993)
- Dschibuti
  - Staatsoberhaupt: Präsident Hassan Gouled Aptidon (1977–1999) (1977 Ministerpräsident)
  - Regierungschef: Ministerpräsident Barkat Gourad Hamadou (1978–2001)
- Elfenbeinküste
  - Staats- und Regierungschef: Präsident Félix Houphouët-Boigny (1960–1993)
- Gabun
  - Staatsoberhaupt: Präsident Omar Bongo (1967–2009)
  - Regierungschef: Ministerpräsident Léon Mébiame (1975–1990)
- Gambia
  - Staats- und Regierungschef: Präsident Dawda Jawara (1970–1994) (1965–1970 Ministerpräsident)
- Ghana
  - Staats- und Regierungschef: Vorsitzender des provisorischen Nationalen Verteidigungsrats Jerry Rawlings (1979, 1981–2001) (ab 1993 Präsident)
- Guinea
  - Staats- und Regierungschef: Präsident Lansana Conté (1984–2008)
- Guinea-Bissau
  - Staats- und Regierungschef: Präsident João Bernardo Vieira (1980–1984, 1984–1999, 2005–2009) (1978–1980 Ministerpräsident)
- Kamerun
  - Staats- und Regierungschef: Präsident Paul Biya (seit 1982)
- Kap Verde
  - Staatsoberhaupt: Präsident Aristides Pereira (1975–1991)
  - Regierungschef: Premierminister Pedro Pires (1975–1991) (2001–2011 Präsident)
- Kenia
  - Staats- und Regierungschef: Präsident Daniel arap Moi (1978–2002)
- Komoren
  - Staats- und Regierungschef:
    - Präsident Ahmed Abdallah (1975, 1978–27. November 1989)
    - Präsident Said Mohamed Djohar (27. November 1989–1995, 1996) (bis 20. März 1990 kommissarisch)
- Volksrepublik Kongo (1960–1970 Kongo-Brazzaville; ab 1992 Republik Kongo)
  - Staatsoberhaupt: Präsident Denis Sassou-Nguesso (1979–1992, seit 1997)
  - Regierungschef:
    - Ministerpräsident Ange Édouard Poungui (1984–7. August 1989)
    - Ministerpräsident Alphonse Poaty-Souchlaty (7. August 1989–1990)
- Lesotho
  - Staatsoberhaupt: König Moshoeshoe II. (1966–1970, 1970–1990, 1995–1996)
  - Regierungschef: Vorsitzender des Militärrats Justin Metsing Lekhanya (1986–1991)
- Liberia
  - Staats- und Regierungschef: Präsident Samuel K. Doe (1980–1990) (bis 1984 Vorsitzender des Erlöungsrats des Volkes)
- Libyen
  - Revolutionsführer: Muammar al-Gaddafi (1969–2011) (1969–1979 Generalsekretär des Allgemeinen Volkskongresses)
  - Staatsoberhaupt: Generalsekretär des Allgemeinen Volkskongresses Miftah al-Usta Umar (1984–1990)
  - Regierungschef: Generalsekretär des Allgemeinen Volkskomitees Umar Mustafa al-Muntasir (1987–1990)
- Madagaskar
  - Staatsoberhaupt: Präsident Didier Ratsiraka (1975–1993, 1997–2002)
  - Regierungschef: Ministerpräsident Victor Ramahatra (1988–1991)
- Malawi
  - Staats- und Regierungschef: Präsident Hastings Kamuzu Banda (1966–1994) (1964–1966 Ministerpräsident)
- Mali
  - Staats- und Regierungschef: Präsident Moussa Traoré (1968–1991)
- Marokko
  - Staatsoberhaupt: König Hassan II. (1961–1999)
  - Regierungschef: Ministerpräsident Azzedine Laraki (1986–1992)
- Mauretanien
  - Staatsoberhaupt: Präsident Maaouya Ould Sid’Ahmed Taya (1984–2005) (1981–1984, 1984–1992 Ministerpräsident)
  - Regierungschef: Ministerpräsident Maaouya Ould Sid’Ahmed Taya (1981–1984, 1984–1992) (1984–2005 Präsident)
- Mauritius
  - Staatsoberhaupt: Königin Elisabeth II. (1968–1992)
    - Generalgouverneur: Veerasamy Ringadoo (1986–1992) (1992 Präsident)

  - Regierungschef: Ministerpräsident Anerood Jugnauth (1982–1995, 2000–2003, 2014–2017) (2003–2012 Präsident)
- Mosambik
  - Staatsoberhaupt: Präsident Joaquim Alberto Chissano (1986–2005)
  - Regierungschef: Ministerpräsident Mário Fernandes da Graça Machungo (1976–1994)
- Niger
  - Staatsoberhaupt: Präsident des Obersten Militärrats Ali Saibou (1987–1993) (ab 1989 Präsident)
  - Regierungschef: Ministerpräsident Mamane Oumarou (1983, 1988–20. Dezember 1989)
- Nigeria
  - Staats- und Regierungschef: Präsident des Regierenden Rates der Streitkräfte Ibrahim Babangida (1985–1993)
- Ruanda
  - Staats- und Regierungschef: Präsident Juvénal Habyarimana (1973–1994)
- Sambia
  - Staatsoberhaupt: Präsident Kenneth Kaunda (1964–1991)
  - Regierungschef:
    - Ministerpräsident Kebby Musokotwane (1985–15. März 1989)
    - Ministerpräsident Malimba Masheke (15. März 1989–1991)
- São Tomé und Príncipe
  - Staatsoberhaupt: Präsident Manuel Pinto da Costa (1975–1991, 2011–2016)
  - Regierungschef: Premierminister Celestino Rocha da Costa (1988–1991)
- Senegal
  - Staats- und Regierungschef: Präsident Abdou Diouf (1981–2000) (1970–1980 Ministerpräsident)
- Seychellen
  - Staats- und Regierungschef: Präsident France-Albert René (1977–2004) (1976–1977 Ministerpräsident)
- Sierra Leone
  - Staats- und Regierungschef: Präsident Joseph Saidu Momoh (1985–1992)
- Simbabwe
  - Staats- und Regierungschef: Präsident Robert Mugabe (1987–2017) (1980–1987 Ministerpräsident)
- Somalia
  - Staatsoberhaupt: Präsident Siad Barre (1969–1991)
  - Regierungschef: Ministerpräsident Mohammed Ali Samatar (1987–1990)
- Südafrika
  - Staats- und Regierungschef:
    - Präsident Pieter Willem Botha (1984–15. August 1989) (1978–1984 Ministerpräsident)
    - Präsident Chris Heunis (19. Januar 1989–15. März 1989) (kommissarisch)
    - Präsident Frederik Willem de Klerk (15. August 1989–1994) (bis 14. September 1989 kommissarisch)
- Sudan
  - Staatsoberhaupt:
    - Vorsitzender des militärischen Übergangsrats Ahmad al-Mirghani (1986–30. Juni 1989)
    - Präsident des Revolutionären Kommandorats zur Errettung der Nation Umar al-Baschir (30. Juni 1989–2019) (ab 1993 Präsident)

  - Regierungschef: Ministerpräsident Sadiq al-Mahdi (1966–1967, 1986–1989) (Amt abgeschafft)
- Swasiland
  - Staatsoberhaupt: König Mswati III. (seit 1986)
  - Regierungschef:
    - Premierminister Sotsha Dlamini (1986–12. Juli 1989)
    - Ministerpräsident Obed Dlamini (12. Juli 1989–1993) (bis 18. Juli 1989 kommissarisch)
- Tansania
  - Staatsoberhaupt: Präsident Ali Hassan Mwinyi (1985–1995)
  - Regierungschef: Ministerpräsident Joseph Sinde Warioba (1985–1990)
- Togo
  - Staats- und Regierungschef: Präsident Gnassingbé Eyadéma (1967–2005)
- Tschad
  - Staats- und Regierungschef: Präsident Hissène Habré (1982–1990) (1978–1979 Ministerpräsident)
- Tunesien
  - Staatsoberhaupt: Präsident Zine el-Abidine Ben Ali (1987–2011) (1987 Ministerpräsident)
  - Regierungschef:
    - Ministerpräsident Hédi Baccouche (1987–27. Dezember 1989)
    - Ministerpräsident Hamed Karoui (27. Dezember 1989–1999)
- Uganda
  - Staatsoberhaupt: Präsident Yoweri Museveni (seit 1986)
  - Regierungschef: Premierminister Samson Kisekka (1986–1991)
- Westsahara (umstritten)
  - Staatsoberhaupt: Präsident Mohamed Abdelaziz (1976–2016) (im Exil)
  - Regierungschef: Ministerpräsident Mahfoud Ali Beiba (1982–1985, 1988–1993, 1995–1999) (im Exil)
- Zaïre (bis 1964 Kongo-Léopoldville, 1964–1971, seit 1997 Demokratische Republik Kongo)
  - Staatsoberhaupt: Präsident Mobutu Sese Seko (1965–1997)
  - Regierungschef: Ministerpräsident Kengo Wa Dondo (1982–1986, 1988–1990, 1994–1997)
- Zentralafrikanische Republik
  - Staats- und Regierungschef: Präsident André Kolingba (1981–1993) (bis 1985 Vorsitzender des Militärkomitees des Nationalen Wiederaufbaus)

## Amerika

### Nordamerika
- Kanada
  - Staatsoberhaupt: Königin Elisabeth II. (1952–2022)
    - Generalgouverneurin: Jeanne Sauvé (1984–1990)

  - Regierungschef: Premierminister Brian Mulroney (1984–1993)
- Mexiko
  - Staats- und Regierungschef: Präsident Carlos Salinas de Gortari (1988–1994)
- Vereinigte Staaten von Amerika
  - Staats- und Regierungschef:
    - Präsident Ronald Reagan (1981–20. Januar 1989)
    - Präsident George H. W. Bush (20. Januar 1989–1993)

### Mittelamerika
- Antigua und Barbuda
  - Staatsoberhaupt: Königin Elisabeth II. (1981–2022)
    - Generalgouverneur Wilfred E. Jacobs (1981–1993)

  - Regierungschef: Premierminister Vere Cornwall Bird (1981–1994)
- Bahamas
  - Staatsoberhaupt: Königin Elisabeth II. (1973–2022)
    - Generalgouverneur: Henry Milton Taylor (1988–1992)

  - Regierungschef: Premierminister Lynden O. Pindling (1973–1992)
- Barbados
  - Staatsoberhaupt: Königin Elisabeth II. (1966–2021)
    - Generalgouverneur: Hugh Springer (1984–1990)

  - Regierungschef: Premierminister Lloyd Erskine Sandiford (1987–1994)
- Belize
  - Staatsoberhaupt: Königin Elisabeth II. (1981–2022)
    - Generalgouverneurin: Minita Gordon (1981–1993)

  - Regierungschef:
    - Premierminister Manuel Esquivel (1984–7. November 1989, 1993–1998)
    - Premierminister George Cadle Price (1981–1984, 7. November 1989–1993)
- Costa Rica
  - Staats- und Regierungschef: Präsident Óscar Arias Sánchez (1986–1990, 2006–2010)
- Dominica
  - Staatsoberhaupt: Präsident Clarence A. Seignoret (1983–1993)
  - Regierungschef: Premierministerin Eugenia Charles (1980–1995)
- Dominikanische Republik
  - Staats- und Regierungschef: Präsident Joaquín Balaguer (1960–1962, 1966–1978, 1986–1996)
- El Salvador
  - Staats- und Regierungschef:
    - Präsident José Napoleón Duarte (1984–1. Juni 1989)
    - Präsident Alfredo Cristiani Burkard (1. Juni 1989–1994)
- Grenada
  - Staatsoberhaupt: Königin Elisabeth II. (1974–2022)
    - Generalgouverneur: Paul Scoon (1978–1992)

  - Regierungschef:
    - Ministerpräsident Herbert Blaize (1984–20. Dezember 1989)
    - Ministerpräsident Ben Jones (20. Dezember 1989–1990)
- Guatemala
  - Staats- und Regierungschef: Präsident Marco Vinicio Cerezo Arévalo (1986–1991)
- Haiti
  - Staatsoberhaupt: Präsident Prosper Avril (1988–1990)
- Honduras
  - Staats- und Regierungschef: Präsident José Simón Azcona del Hoyo (1986–1990)
- Jamaika
  - Staatsoberhaupt: Königin Elisabeth II. (1962–2022)
    - Generalgouverneur: Florizel Glasspole (1973–1991)

  - Regierungschef:
    - Ministerpräsident Edward Seaga (1980–10. Februar 1989)
    - Ministerpräsident Michael Manley (1972–1980, 10. Februar 1989–1992)
- Kuba
  - Staatsoberhaupt und Regierungschef: Präsident des Staatsrats und des Ministerrats Fidel Castro (1976–2008) (1959–1976 Ministerpräsident)
- Nicaragua
  - Staats- und Regierungschef: Präsident Daniel Ortega (1985–1990, seit 2007) (1979–2005 Mitglied der Regierungsjunta des nationalen Wiederaufbaus)
- Panama
  - Staats- und Regierungschef:
    - Präsident Manuel Solís Palma (1988–1. September 1989) (kommissarisch)
    - Präsident Francisco Rodríguez (1. September 1989–20. Dezember 1989) (kommissarisch)
    - Präsident Guillermo Endara Galimany (20. Dezember 1989–1994)
- St. Kitts und Nevis
  - Staatsoberhaupt: Königin Elisabeth II. (1983–2022)
    - Generalgouverneur Clement Athelston Arrindell (1983–1995)

  - Regierungschef: Ministerpräsident Kennedy Simmonds (1983–1995)
- St. Lucia
  - Staatsoberhaupt: Königin Elisabeth II. (1979–2022)
    - Generalgouverneur: Stanislaus A. James (1988–1996)

  - Regierungschef: Ministerpräsident John Compton (1982–1996, 2006–2007)
- St. Vincent und die Grenadinen
  - Staatsoberhaupt: Königin Elisabeth II. (1979–2022)
    - Generalgouverneur:
      - Henry Harvey Williams (1988–20. September 1989) (kommissarisch)
      - David Jack (20. September 1989–1996)

  - Regierungschef: Ministerpräsident James Fitz-Allen Mitchell (1984–2000)
- Trinidad und Tobago
  - Staatsoberhaupt: Präsident Noor Hassanali (1987–1997)
  - Regierungschef: Ministerpräsident Arthur N. R. Robinson (1986–1991)

### Südamerika
- Argentinien
  - Staats- und Regierungschef:
    - Präsident Raúl Alfonsín (1983–8. Juli 1989)
    - Präsident Carlos Menem (8. Juli 1989–1999)
- Bolivien
  - Staats- und Regierungschef:
    - Präsident Víctor Paz Estenssoro (1952–1956, 1960–1964, 1985–6. August 1989)
    - Präsident Jaime Paz Zamora (6. August 1989–1993)
- Brasilien
  - Staats- und Regierungschef: Präsident José Sarney (1985–1990)
- Chile
  - Staats- und Regierungschef: Präsident Augusto Pinochet (1974–1990)
- Ecuador
  - Staats- und Regierungschef: Präsident Rodrigo Borja (1988–1992)
- Guyana
  - Staatsoberhaupt: Präsident Hugh Desmond Hoyte (1985–1992) (1984–1985 Premierminister)
  - Regierungschef: Ministerpräsident Hamilton Green (1985–1992)
- Kolumbien
  - Staats- und Regierungschef: Präsident Virgilio Barco Vargas (1986–1990)
- Paraguay
  - Staats- und Regierungschef:
    - Präsident Alfredo Stroessner (1954–3. Februar 1989)
    - Präsident Andrés Rodríguez (3. Februar 1989–1993)
- Peru
  - Staatsoberhaupt: Präsident Alan García (1985–1990, 2006–2011)
  - Regierungschef:
    - Ministerpräsident Armando Villanueva del Campo (1988–15. Mai 1989)
    - Ministerpräsident Luis Alberto Sánchez (15. Mai 1989–30. September 1989)
    - Ministerpräsident Guillermo Larco Cox (1987–1988, 30. September 1989–1990)
- Suriname
  - Staatschef: Präsident Ramsewak Shankar (1988–1990)
  - Regierungschef: Vizepräsident Henck A. E. Arron (1975–1980, 1988–1990)
- Uruguay
  - Staats- und Regierungschef: Präsident Julio María Sanguinetti (1985–1990, 1995–2000)
- Venezuela
  - Staats- und Regierungschef:
    - Präsident Jaime Lusinchi (1984–2. Februar 1989)
    - Präsident Carlos Andrés Pérez (1974–1979, 2. Februar 1989–1993)

## Asien

### Ost-, Süd- und Südostasien
- Bangladesch
  - Staatsoberhaupt: Präsident Hossain Mohammad Ershad (1982, 1983–1990)
  - Regierungschef:
    - Ministerpräsident Moudud Ahmed (1988–12. August 1989)
    - Ministerpräsident Kazi Zafar Ahmed (12. August 1989–1990)
- Bhutan
  - Staats- und Regierungschef: König Jigme Singye Wangchuck (1972–2006)
- Brunei
  - Staats- und Regierungschef: Sultan Hassanal Bolkiah (seit 1967)
- Burma (ab 18. Juni Myanmar)
  - Staatsoberhaupt: Vorsitzender des Staatsrats für Frieden und Entwicklung Saw Maung (1988–1992) (1988–1992 Ministerpräsident)
  - Regierungschef: Ministerpräsident Saw Maung (1988–1992) (1988–1992 Vorsitzender des Staatsrats für Frieden und Entwicklung)
- Republik China (Taiwan)
  - Staatsoberhaupt: Präsident Lee Teng-hui (1988–2000)
  - Regierungschef:
    - Ministerpräsident Yu Kuo-hwa (1984–21. Mai 1989)
    - Ministerpräsident Lee Huan (21. Mai 1989–1990)
- Volksrepublik China
  - Parteichef:
    - Generalsekretär der Kommunistischen Partei Chinas Zhao Ziyang (1987–24. Juni 1989) (1980–1987 Ministerpräsident)
    - Generalsekretär der Kommunistischen Partei Chinas Jiang Zemin (24. Juni 1989–2002) (1993–2003 Präsident)

  - Staatsoberhaupt: Präsident Yang Shangkun (1988–1993)
  - Regierungschef: Ministerpräsident Li Peng (1987–1998)
- Indien
  - Staatsoberhaupt: Präsident R. Venkataraman (1987–1992)
  - Regierungschef:
    - Ministerpräsident Rajiv Gandhi (1984–2. Dezember 1989)
    - Ministerpräsident Vishwanath Pratap Singh (2. Dezember 1989–1990)
- Indonesien
  - Staats- und Regierungschef: Präsident Suharto (1967–1998)
- Japan
  - Staatsoberhaupt:
    - Kaiser Hirohito (1926–7. Januar 1989)
    - Kaiser Akihito (7. Januar 1989–2019)

  - Regierungschef:
    - Premierminister Takeshita Noboru (1987–2. Juni 1989)
    - Premierminister Uno Sōsuke  (2. Juni 1989–9. August 1989)
    - Premierminister Toshiki Kaifu (9. August 1989–1991)
- Kambodscha
  - Staatsoberhaupt: Vorsitzender des Staatsrats Heng Samrin (1979–1992) (bis 1981 Präsident des revolutionären Volksrats)
  - Regierungschef: Premierminister Hun Sen (1985–2023)
- Nordkorea
  - Vorsitzender der Nationalen Verteidigungskommission: Kim Il-sung (1948–1994)
  - Vorsitzender des Präsidiums der Obersten Volksversammlung: Kim Il-sung (1972–1994)
  - Regierungschef: Ministerpräsident Yon Hyong-muk (1988–1992)
- Südkorea
  - Staatsoberhaupt: Präsident Roh Tae-woo (1988–1993)
  - Regierungschef: Ministerpräsident Kang Young-hoon (1988–1990)
- Laos
  - Staatsoberhaupt: Präsident Souphanouvong (1975–1991)
  - Regierungschef: Ministerpräsident Kaysone Phomvihane (1975–1991) (1991–1992 Präsident)
- Malaysia
  - Staatsoberhaupt:
    - Oberster Herrscher Mahmud Iskandar Al-Haj (1984–25. April 1989)
    - Oberster Herrscher Azlan Shah (26. April 1989–1994)

  - Regierungschef: Ministerpräsident Mahathir bin Mohamad (1981–2003, 2018–2020)
- Malediven
  - Staats- und Regierungschef: Präsident Maumoon Abdul Gayoom (1978–2008)
- Myanmar s. Burma
- Nepal
  - Staatsoberhaupt: König Birendra (1972–2001)
  - Regierungschef: Ministerpräsident Marich Man Singh Shrestha (1986–1990)
- Pakistan
  - Staatsoberhaupt: Präsident Ghulam Ishaq Khan (1988–1993)
  - Regierungschef: Ministerpräsidentin Benazir Bhutto (1988–1990, 1993–1996)
- Philippinen
  - Staats- und Regierungschef: Präsidentin Corazon Aquino (1986–1992)
- Singapur
  - Staatsoberhaupt: Präsident Wee Kim Wee (1985–1993)
  - Regierungschef: Premierminister Lee Kuan Yew (1959–1990)
- Sri Lanka
  - Staatsoberhaupt:
    - Präsident Junius Richard Jayewardene (1978–2. Januar 1989) (1977–1978 Premierminister)
    - Präsident Ranasinghe Premadasa (2. Januar 1989–1993) (1978–1989 Premierminister)

  - Regierungschef:
    - Premierminister Ranasinghe Premadasa (1978–3. März 1989) (1989–1993 Präsident)
    - Premierminister Dingiri Banda Wijetunga (3. März 1989–1993) (1993–1994 Präsident)
- Thailand
  - Staatsoberhaupt: König Rama IX. Bhumibol Adulyadej (1946–2016)
  - Regierungschef: Ministerpräsident Chatichai Choonhavan (1988–1991)
- Vietnam
  - Staatsoberhaupt: Vorsitzender des Staatsrats Võ Chí Công (1987–1992)
  - Regierungschef: Vorsitzender des Ministerrats Đỗ Mười (1988–1991)

### Vorderasien
- Bahrain
  - Staatsoberhaupt: Emir Isa II. (1971–1999)
  - Regierungschef: Ministerpräsident Chalifa ibn Salman Al Chalifa (1971–2020)
- Irak
  - Staats- und Regierungschef: Präsident Saddam Hussein (1979–2003)
- Iran
  - Religiöses Oberhaupt:
    - Oberster Rechtsgelehrter Ruhollah Chomeini (1980–3. Juni 1989)
    - Oberster Rechtsgelehrter Ali Chamene’i (seit 4. Juni 1989) (1981–1989 Ministerpräsident)

  - Staatsoberhaupt:
    - Präsident Ali Chamene’i (1981–3. August 1989) (seit 1989 Oberster Rechtsgelehrter)
    - Präsident Akbar Hāschemi Rafsandschāni (3. August 1989–1997)

  - Regierungschef: Ministerpräsident Mir Hossein Mussawi (1981–3. August 1989) (Amt 1989 abgeschafft)
- Israel
  - Staatsoberhaupt: Präsident Chaim Herzog (1983–1993)
  - Regierungschef: Ministerpräsident Jitzchak Schamir (1983–1984, 1986–1992)
- Nordjemen
  - Staatsoberhaupt: Präsident Ali Abdullah Salih (1978–1990) (1990–2012 Präsident des Jemen)
  - Regierungschef: Ministerpräsident Abd al-Aziz Abd al-Ghani (1975–1980, 1983–1990) (1994–1997 Ministerpräsident des Jemen)
- Südjemen
  - Staatsoberhaupt: Vorsitzender des Präsidiums des obersten Volksrates Haidar Abu Bakr al-Attas (1986–1990) (1985–1986 Ministerpräsident; 1990–1994 Ministerpräsident des Jemen)
  - Regierungschef: Ministerpräsident Yasin Said Numan (1986–1990)
- Jordanien
  - Staatsoberhaupt: König Hussein (1952–1999)
  - Regierungschef:
    - Ministerpräsident Zaid ar-Rifaʿi (1973–1976, 1985–27. April 1989)
    - Ministerpräsident Zaid ibn Shaker (27. April 1989–4. Dezember 1989, 1991–1993, 1995–1996)
    - Ministerpräsident Mudar Badran (1976–1979, 1980–1984, 4. Dezember 1989–1991)
- Katar
  - Staats- und Regierungschef: Emir Chalifa bin Hamad Al Thani (1972–1995)
- Kuwait
  - Staatsoberhaupt: Emir Dschabir III. (1977–2006) (1962–1963, 1965–1978 Ministerpräsident)
  - Regierungschef: Ministerpräsident Sa'ad al-Abdallah as-Salim as-Sabah (1978–2003) (2006 Emir)
- Libanon
  - Staatsoberhaupt:
    - Ministerpräsident Selim al-Hoss (1988–5. November 1989) (kommissarisch)
    - Präsident René Moawad (5. November 1989–22. November 1989)
    - Ministerpräsident Selim al-Hoss (1988–1989, 22. November 1989–24. November 1989) (kommissarisch)
    - Präsident Élias Hrawi (24. November 1989–1998)

  - Regierungschef: (1988–1990 umstritten)
    - Ministerpräsident Selim al-Hoss (1976–1980, 1987–1990, 1998–2000)
    - Ministerpräsident Michel Aoun (1988–1990) (Chef der Militärregierung)
- Oman
  - Staats- und Regierungschef: Sultan Qabus ibn Said (1970–2020)
- Saudi-Arabien
  - Staats- und Regierungschef: König Fahd ibn Abd al-Aziz (1982–2005)
- Syrien
  - Staatsoberhaupt: Präsident Hafiz al-Assad (1971–2000) (1970–1971 Ministerpräsident)
  - Regierungschef: Ministerpräsident Mahmud Zuabi (1987–2000)
- Türkei
  - Staatsoberhaupt:
    - Präsident Kenan Evren (1980–9. November 1989)
    - Präsident Turgut Özal (9. November 1989–1993) (1983–1989 Ministerpräsident)

  - Regierungschef:
    - Ministerpräsident Turgut Özal (1983–31. Oktober 1989) (1989–1993 Präsident)
    - Ministerpräsident Ali Bozer (31. Oktober 1989–9. November 1989) (kommissarisch)
    - Ministerpräsident Yıldırım Akbulut (9. November 1989–1991)
- Vereinigte Arabische Emirate
  - Staatsoberhaupt: Präsident Zayid bin Sultan Al Nahyan (1971–2004) (1966–2004 Emir von Abu Dhabi)
  - Regierungschef: Ministerpräsident Raschid bin Said Al Maktum (1979–1990) (1958–1990 Emir von Dubai)

### Zentralasien
- Afghanistan
  - Staatsoberhaupt: Präsident Mohammed Nadschibullāh (1987–1992)
  - Regierungschef:
    - Ministerpräsident Mohammad Hasan Scharq (1998–21. Februar 1989)
    - Ministerpräsident Sultan Ali Keschtmand (1981–1988, 21. Februar 1989–1990)
- Mongolei
  - Staatsoberhaupt: Vorsitzender des Großen Volks-Churals Dschambyn Batmönch (1984–1990) (1974–1984 Vorsitzender des Ministerrats)
  - Regierungschef: Vorsitzender des Ministerrates Dumaagiin Sodnom (1984–1990)

## Australien und Ozeanien
- Australien
  - Staatsoberhaupt: Königin Elisabeth II. (1952–2022)
    - Generalgouverneur:
      - Ninian Stephen (1982–16. Februar 1989)
      - Bill Hayden (16. Februar 1989–1996)

  - Regierungschef: Premierminister Bob Hawke (1983–1991)
- Cookinseln (unabhängiger Staat in freier Assoziierung mit Neuseeland)
  - Staatsoberhaupt: Königin Elisabeth II. (1965–2022)
    - Queen’s Representative: Tangaroa Tangaroa (1984–1990)

  - Regierungschef:
    - Premierminister Pupuke Robati (1987–1. Februar 1989)
    - Premierminister Geoffrey Henry (1983, 1. Februar 1989–1999)
- Fidschi
  - Staatsoberhaupt: Präsident Penaia Ganilau (1987–1993) (1983–1987 Generalgouverneur)
  - Regierungschef: Premierminister Kamisese Mara (1970–1987, 1987–1992) (1993–2000 Präsident)
- Kiribati
  - Staats- und Regierungschef: Präsident Ieremia Tabai (1979–1982, 1983–1991)
- Marshallinseln
  - Staats- und Regierungschef: Präsident Amata Kabua (1986–1996)
- Mikronesien
  - Staats- und Regierungschef: Präsident John Haglelgam (1987–1991)
- Nauru
  - Staats- und Regierungschef:
    - Präsident Hammer DeRoburt (1968–1976, 1978–1986, 1986, 1986–17. August 1989)
    - Präsident Kenos Aroi (17. August 1989–12. Dezember 1989)
    - Präsident Bernard Dowiyogo (1976–1978, 12. Dezember 1989–1995, 1996, 1998–1999, 2000–2001, 2003, 2003)
- Neuseeland
  - Staatsoberhaupt: Königin Elisabeth II. (1952–2022)
    - Generalgouverneur: Paul Reeves (1985–1990)

  - Regierungschef:
    - Premierminister David Lange (1984–8. August 1989)
    - Premierminister Geoffrey Palmer (8. August 1989–1990)
- Niue (unabhängiger Staat in freier Assoziierung mit Neuseeland)
  - Staatsoberhaupt: Königin Elisabeth II. (1974–2022)
    - Queen’s Representative: Generalgouverneur von Neuseeland

  - Regierungschef: Premierminister Robert Rex (1974–1992)
- Papua-Neuguinea
  - Staatsoberhaupt: Königin Elisabeth II. (1975–2022)
    - Generalgouverneur:
      - Kingsford Dibela (1983–31. Dezember 1989)
      - Parlamentssprecher Dennis Young (31. Dezember 1989–1990, 1991) (kommissarisch)

  - Regierungschef: Premierminister Rabbie Namaliu (1988–1992)
- Salomonen
  - Staatsoberhaupt: Königin Elisabeth II. (1978–2022)
    - Generalgouverneur: George Lepping (1988–1994)

  - Regierungschef:
    - Premierminister Ezekiel Alebua (1986–28. März 1989)
    - Premierminister Solomon Mamaloni (1981–1984, 28. März 1989–1993, 1994–1997)
- Tonga
  - Staatsoberhaupt: König Taufaʻahau Tupou IV. (1970–2006)
  - Regierungschef: Premierminister Fatafehi Tu'ipelehake (1970–1991)
- Tuvalu
  - Staatsoberhaupt: Königin Elisabeth II. (1978–2022)
    - Generalgouverneur: Tupua Leupena (1986–1990)

  - Regierungschef:
    - Premierminister Tomasi Puapua (1981–16. Oktober 1989)
    - Premierminister Bikenibeu Paeniu (16. Oktober 1989–1993, 1996–1999)
- Vanuatu
  - Staatsoberhaupt:
    - Präsident Ati George Sokomanu (1980–1984, 1984–12. Januar 1989)
    - Präsident Onneyn Tahi (12. Januar 1989–30. Januar 1989) (kommissarisch)
    - Präsident Frederick Karlomuana Timakata (1984, 30. Januar 1989–1994)

  - Regierungschef: Premierminister Walter Hadye Lini (1980–1991)
- Westsamoa (heute Samoa)
  - Staatsoberhaupt: O le Ao o le Malo Tanumafili II. (1962–2007)
  - Regierungschef: Premierminister Tofilau Eti Alesana (1982–1985, 1988–1998)

## Europa
- Albanien
  - Parteichef: 1. Sekretär der albanischen Arbeiterpartei Ramiz Alia (1985–1991) (Staatsoberhaupt 1982–1992)
  - Staatsoberhaupt: Vorsitzender des Präsidiums der Volksversammlung Ramiz Alia (1982–1992) (1991–1992 Präsident) (1985–1991 Parteichef)
  - Regierungschef: Ministerpräsident Adil Çarçani (1981–1991)
- Andorra
  - Co-Fürsten:
    - Staatspräsident von Frankreich: François Mitterrand (1981–1995)
    - Bischof von Urgell: Joan Martí Alanís (1971–2003)

  - Regierungschef: Regierungspräsident Josep Pintat-Solans (1984–1990)
- Belgien
  - Staatsoberhaupt: König Baudouin I. (1951–1993)
  - Regierungschef: Ministerpräsident Wilfried Martens (1979–1981, 1981–1992)
- Bulgarien
  - Parteichef:
    - Generalsekretär der Bulgarischen Kommunistischen Partei Todor Schiwkow (1954–10. November 1989) (1971–1989 Staatsratsvorsitzender) (1962–1971 Ministerpräsident)
    - Generalsekretär der Bulgarischen Kommunistischen Partei Petar Mladenow (10. November 1989–1990) (1989–1990 Staatsoberhaupt)

  - Staatsoberhaupt:
    - Staatsratsvorsitzender Todor Schiwkow (1971–17. November 1989) (1954–1989 Parteichef) (1962–1971 Vorsitzender des Ministerrats)
    - Staatsratsvorsitzender Petar Mladenow (17. November 1989–1990) (1989–1990 Parteichef)

  - Regierungschef: Vorsitzender des Ministerrats Georgi Atanassow (1986–1990)
- Dänemark
  - Staatsoberhaupt: Königin Margrethe II. (1972–2024)
  - Regierungschef: Ministerpräsident Poul Schlüter (1982–1993)
  - Färöer (politisch selbstverwalteter und autonomer Bestandteil des Königreichs Dänemark)
    - Vertreter der dänischen Regierung: Reichsombudsmann Bent Klinte (1988–1995)
    - Regierungschef:
      - Ministerpräsident Atli P. Dam (1970–1981, 1985–18. Januar 1989, 1991–1993)
      - Ministerpräsident Jógvan Sundstein (18. Januar 1989–1991)

  - Grönland (politisch selbstverwalteter und autonomer Bestandteil des Königreichs Dänemark)
    - Vertreter der dänischen Regierung: Reichsombudsmann Torben Hede Pedersen (1979–1992)
    - Regierungschef: Ministerpräsident Jonathan Motzfeldt (1979–1991, 1997–2002)
- Bundesrepublik Deutschland
  - Staatsoberhaupt: Bundespräsident Richard von Weizsäcker (1984–1994)
  - Regierungschef: Bundeskanzler Helmut Kohl (1982–1998)
- Deutsche Demokratische Republik
  - Parteichef:
    - Generalsekretär des ZK der SED Erich Honecker (1971–18. Oktober 1989) (1976–1989 Staatsratsvorsitzender)
    - Generalsekretär des ZK der SED Egon Krenz (18. Oktober 1989–3. Dezember 1989) (1989 Vorsitzender des Staatsrats)

  - Staatsoberhaupt:
    - Vorsitzender des Staatsrats Erich Honecker (1976–24. Oktober 1989) (1971–1989 Parteichef)
    - Vorsitzender des Staatsrats Egon Krenz (24. Oktober 1989–6. Dezember 1989) (1989 Parteichef)
    - Vorsitzender des Staatsrats Manfred Gerlach (6. Dezember 1989–1990) (kommissarisch)

  - Regierungschef:
    - Vorsitzender des Ministerrates Willi Stoph (1964–1973, 1976–13. November 1989) (1973–1976 Vorsitzender des Staatsrats)
    - Vorsitzender des Ministerrates Hans Modrow (13. November 1989–1990)
- Finnland
  - Staatsoberhaupt: Präsident Mauno Koivisto (1982–1994) (1968–1970, 1979–1982 Ministerpräsident)
  - Regierungschef: Ministerpräsident Harri Holkeri (1987–1991)
- Frankreich
  - Staatsoberhaupt: Präsident François Mitterrand (1981–1995)
  - Regierungschef: Premierminister Michel Rocard (1988–1991)
- Griechenland
  - Staatsoberhaupt: Präsident Christos Sartzetakis (1985–1990)
  - Regierungschef:
    - Ministerpräsident Andreas Papandreou (1981–2. Juli 1989, 1993–1996)
    - Ministerpräsident Tzannis Tzannetakis (2. Juli 1989–12. Oktober 1989)
    - Ministerpräsident Ioannis Grivas (12. Oktober 1989–23. November 1989)
    - Ministerpräsident Xenophon Zolotas (23. November 1989–1990)
- Irland
  - Staatsoberhaupt: Präsident Patrick Hillery (1976–1990)
  - Regierungschef: Taoiseach Charles J. Haughey (1979–1981, 1982, 1987–1992)
- Island
  - Staatsoberhaupt: Präsidentin Vigdís Finnbogadóttir (1980–1996)
  - Regierungschef: Ministerpräsident Steingrímur Hermannsson (1983–1987, 1988–1991)
- Italien
  - Staatsoberhaupt: Präsident Francesco Cossiga (1985–1992) (1979–1980 Ministerpräsident)
  - Regierungschef:
    - Ministerpräsident Ciriaco De Mita (1988–23. Juli 1989)
    - Ministerpräsident Giulio Andreotti (1972–1973, 1976–1979, 23. Juli 1989–1992)
- Jugoslawien
  - Staatsoberhaupt:
    - Vorsitzender des Präsidiums Raif Dizdarević (1988–15. Mai 1989)
    - Vorsitzender des Präsidiums Janez Drnovšek (15. Mai 1989–1990)

  - Regierungschef:
    - Präsident des ausführenden Bundesrates Branko Mikulić (1986–16. März 1989)
    - Präsident des ausführenden Bundesrates Ante Marković (16. März 1989–1991)
- Kanalinseln[1]
  - Guernsey
    - Staats- und Regierungschef: Herzogin Elisabeth II. (1952–2022)
      - Vizegouverneur: Alexander Boswell (1985–1990)

  - Jersey
    - Staats- und Regierungschef: Herzogin Elisabeth II. (1952–2022)
      - Vizegouverneur: William Pillar (1985–1990)
- Liechtenstein
  - Staatsoberhaupt:
    - Fürst Franz Josef II. (1938–13. November 1989)
    - Fürst Hans-Adam II. (seit 13. November 1989)

  - Regierungschef: Hans Brunhart (1978–1993)
- Luxemburg
  - Staatsoberhaupt: Großherzog Jean (1964–2000)
  - Regierungschef: Ministerpräsident Jacques Santer (1984–1995)
- Malta
  - Staatsoberhaupt:
    - Präsident Paul Xuereb (1987–4. April 1989) (kommissarisch)
    - Präsident Ċensu Tabone (4. April 1989–1994)

  - Regierungschef: Premierminister Edward Fenech Adami (1987–1996, 1998–2004) (2004–2009 Präsident)
- Isle of Man[1]
  - Staatsoberhaupt: Lord of Man Elisabeth II. (1952–2022)
    - Vizegouverneur: Laurence New (1985–1990)

  - Regierungschef: Premierminister Miles Walker (1986–1996)
- Monaco
  - Staatsoberhaupt: Fürst: Rainier III. (1949–2005)
  - Regierungschef: Staatsminister Jean Ausseil (1985–1991)
- Niederlande
  - Staatsoberhaupt: Königin Beatrix (1980–2013)
  - Regierungschef: Ministerpräsident Ruud Lubbers (1982–1994)
  - Niederländische Antillen (Land des Königreichs der Niederlande)
    - Vertreter der niederländischen Regierung: Gouverneur René Römer (1983–1990)
    - Regierungschef: Ministerpräsidentin Maria Liberia-Peters (1984–1986, 1988–25. November 1993)
- Norwegen
  - Staatsoberhaupt: König Olav V. (1957–1991)
  - Regierungschef:
    - Ministerpräsidentin Gro Harlem Brundtland (1981, 1986–16. Oktober 1989, 1990–1996)
    - Ministerpräsident Jan P. Syse (16. Oktober 1989–1990)
- Österreich
  - Staatsoberhaupt: Bundespräsident Kurt Waldheim (1986–1992)
  - Regierungschef: Bundeskanzler Franz Vranitzky (1986–1997)
- Polen
  - Parteichef:
    - 1. Sekretär Wojciech Jaruzelski (1981–29. Juli 1989) (1985–1990 Staatsoberhaupt) (1981–1985 Ministerpräsident)
    - 1. Sekretär Mieczysław Rakowski (29. Juli 1989–1990) (1988–1989 Ministerpräsident)

  - Staatsoberhaupt: Staatsratsvorsitzender Wojciech Jaruzelski (1985–1990) (ab 19. Juli Präsident) (1981–1990 Parteichef), (1981–1985 Ministerpräsident)
  - Regierungschef:
    - Ministerpräsident Mieczysław Rakowski (1988–2. August 1989) (1989–1990 Parteichef)
    - Ministerpräsident Czesław Kiszczak (2. August 1989–24. August 1989)
    - Ministerpräsident Tadeusz Mazowiecki (24. August 1989–1991)
- Portugal
  - Staatsoberhaupt: Präsident Mário Soares (1986–1996) (1976–1978, 1983–1985 Ministerpräsident)
  - Regierungschef: Ministerpräsident Aníbal Cavaco Silva (1985–1995) (seit 2006 Präsident)
- Rumänien
  - Parteichef: Generalsekretär Nicolae Ceaușescu (1965–22. Dezember 1989) (1967–1989 Staatsoberhaupt)
  - Staatsoberhaupt:
    - Präsident Nicolae Ceaușescu (1967–22. Dezember 1989) (1965–1989 Parteichef)
    - Rat der nationalen Rettungsfront (22. Dezember 1989–26. Dezember 1989)
    - Präsident des Rats der nationalen Rettungsfront Ion Iliescu (26. November 1989–1996, 2000–2004)

  - Regierungschef:
    - Ministerpräsident Constantin Dăscălescu (1982–22. Dezember 1989)
    - Ministerpräsident Petre Roman (26. Dezember 1989–1991) (bis 20. Juni 1990 kommissarisch)
- San Marino
  - Staatsoberhaupt: Capitani Reggenti
    - Luciano Cardelli (1. Oktober 1988–1. April 1989) und Reves Salvatori (1. Oktober 1988–1. April 1989)
    - Mauro Fiorini (1. April 1989–1. Oktober 1989) und Marino Vagnetti (1. April 1989–1. Oktober 1989)
    - Gloriana Ranocchini (1984, 1. Oktober 1989–1. April 1990) und Leo Achilli (1. Oktober 1989–1. April 1990)

  - Regierungschef: Außenminister Gabriele Gatti (1986–2002) (2011–2012 Capitano Reggente)
- Schweden
  - Staatsoberhaupt: König Carl XVI. Gustaf (seit 1973)
  - Regierungschef: Ministerpräsident Ingvar Carlsson (1986–1991, 1994–1996)
- Schweiz[2]
  - Bundespräsident Jean-Pascal Delamuraz (1. Januar 1989–31. Dezember 1989, 1996)
  - Bundesrat:
    - Otto Stich (1984–1995)
    - Jean-Pascal Delamuraz (1984–1998)
    - Elisabeth Kopp (1984–12. Januar 1989)
    - Flavio Cotti (1987–1999)
    - Arnold Koller (1987–1999)
    - René Felber (1988–1993)
    - Adolf Ogi (1988–2000)
    - Kaspar Villiger (1. Februar 1989–2003)
- Sowjetunion
  - Parteichef: Generalsekretär der KPdSU Michail Gorbatschow (1985–1991) (1988–1989 Staatsoberhaupt)
  - Staatsoberhaupt: Vorsitzender des obersten Sowjets Michail Gorbatschow (1988–1991) (bis 14. Mai Vorsitzender des Präsidiums des obersten Sowjets) (1985–1991 Parteichef)
  - Regierungschef: Vorsitzender des Ministerrats Nikolai Ryschkow (1985–1991)
- Spanien
  - Staatsoberhaupt: König Juan Carlos I. (1975–2014)
  - Regierungschef: Ministerpräsident Felipe González (1982–1996)
- Tschechoslowakei
  - Parteichef:
    - Vorsitzender Milouš Jakeš (1987–24. November 1989)
    - Vorsitzender Karel Urbánek (24. November 1989–20. Dezember 1989)
    - Vorsitzender Ladislav Adamec (24. Dezember 1989–1990) (1988–1989 Ministerpräsident)

  - Staatsoberhaupt:
    - Präsident Gustáv Husák (1975–1989) (1669–1987 Parteichef)
    - Ministerpräsident Marián Čalfa (10. Dezember 1989–29. Dezember 1989) (kommissarisch)
    - Präsident Václav Havel (29. Dezember 1989–1992)

  - Regierungschef:
    - Ministerpräsident Ladislav Adamec (1988–10. Dezember 1989) (1989–1990 Parteichef)
    - Ministerpräsident Marián Čalfa (7. Dezember 1989–1992)
- Ungarn
  - Parteichef: Generalsekretär der Partei der Ungarischen Werktätigen Károly Grósz (1988–7. Oktober 1989) (1987–1988 Ministerpräsident)
  - Staatsoberhaupt:
    - Vorsitzender des Präsidentschaftsrats Brúnó Straub (1988–23. Oktober 1989)
    - Präsident Mátyás Szűrös (23. Oktober 1989–1990)

  - Regierungschef: Ministerpräsident Miklós Németh (1988–1990)
- Vatikanstadt
  - Staatsoberhaupt: Papst Johannes Paul II. (1978–2005)
  - Regierungschef: Präsident des Governatorats Sebastiano Baggio (1984–1990)
- Vereinigtes Königreich
  - Staatsoberhaupt: Königin Elisabeth II. (1952–2022) (gekrönt 1953)
  - Regierungschef: Premierministerin Margaret Thatcher (1979–1990)
- Republik Zypern
  - Staats- und Regierungschef: Präsident Georges Vassiliou (1988–1993)
  - Nordzypern (international nicht anerkannt)
    - Staatsoberhaupt: Präsident Rauf Denktaş (1983–2005)
    - Regierungschef: Ministerpräsident Derviş Eroğlu (1985–1994, 1996–2004, 2009–2010) (2010–2015 Präsident)